# 六方八面体
六方八面体（ろっぽうはちめんたい、英: hexakis octahedron）、または二重二方十二面体（にじゅうにほうじゅうにめんたい、英: disdyakis dodecahedron）とは、カタランの立体の一種で、斜方切頂立方八面体の双対多面体である。正八面体または正六面体の各面と各辺の中心を持ち上げ、三角形に分けたような形をしている。菱形十二面体の各面の中心を持ち上げたような形にもなっているが、正確ではない。

## 性質
- 構成面となる三角形の形状
  - 角度 約55.0247°, 約87.2020°, 約37.7733°
  - 辺の比率 1:{\displaystyle {\begin{matrix}{\frac {6+9{\sqrt {2}}\ }{14}}\end{matrix}}}:{\displaystyle {\begin{matrix}{\frac {10+{\sqrt {2}}\ }{7}}\end{matrix}}}

## 近縁な立体

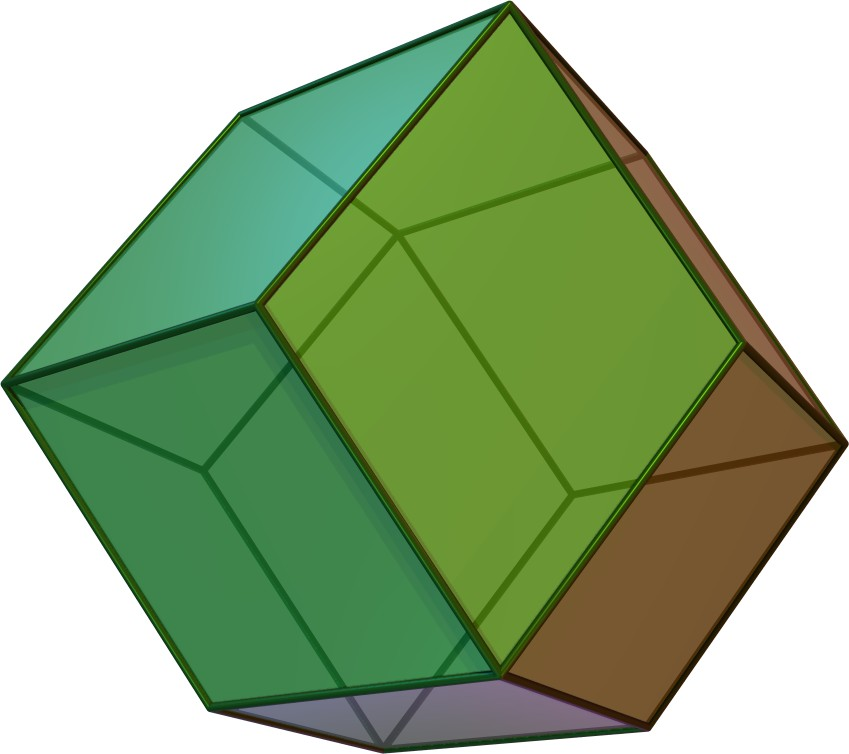
菱形十二面体 （ベースの形）
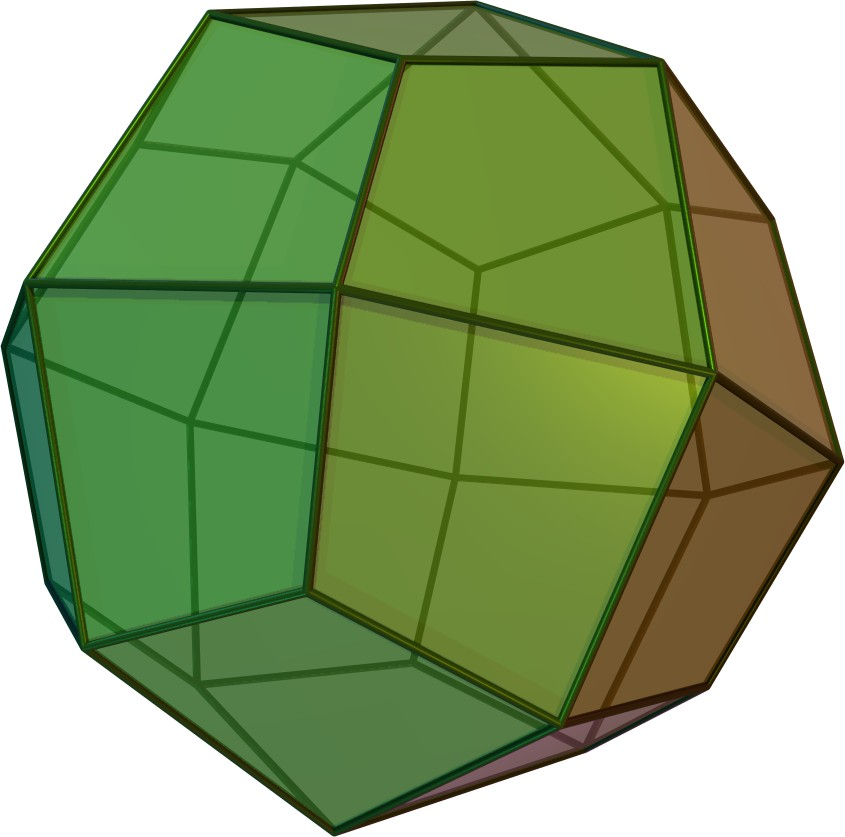
凧形二十四面体 （もう少し高く持ち上げる）
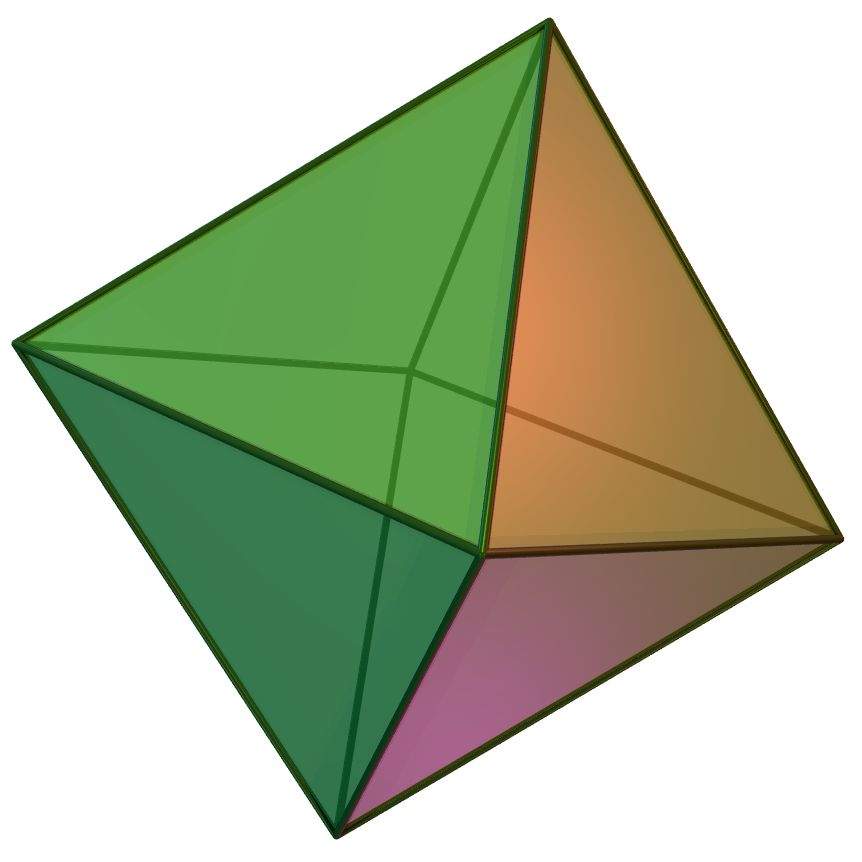
正八面体 （ベースの形2-1）
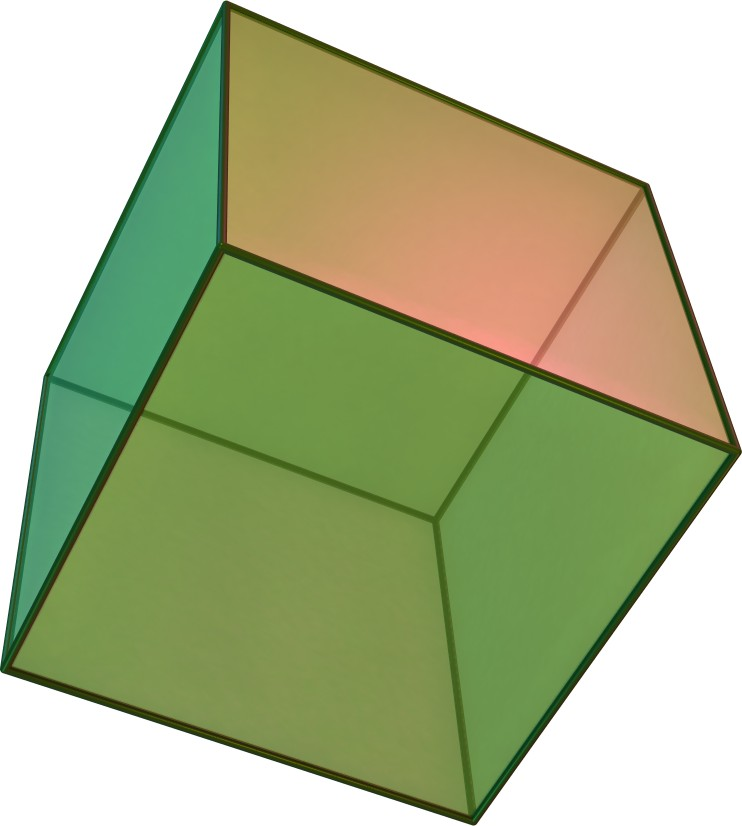
正六面体 （ベースの形2-2）
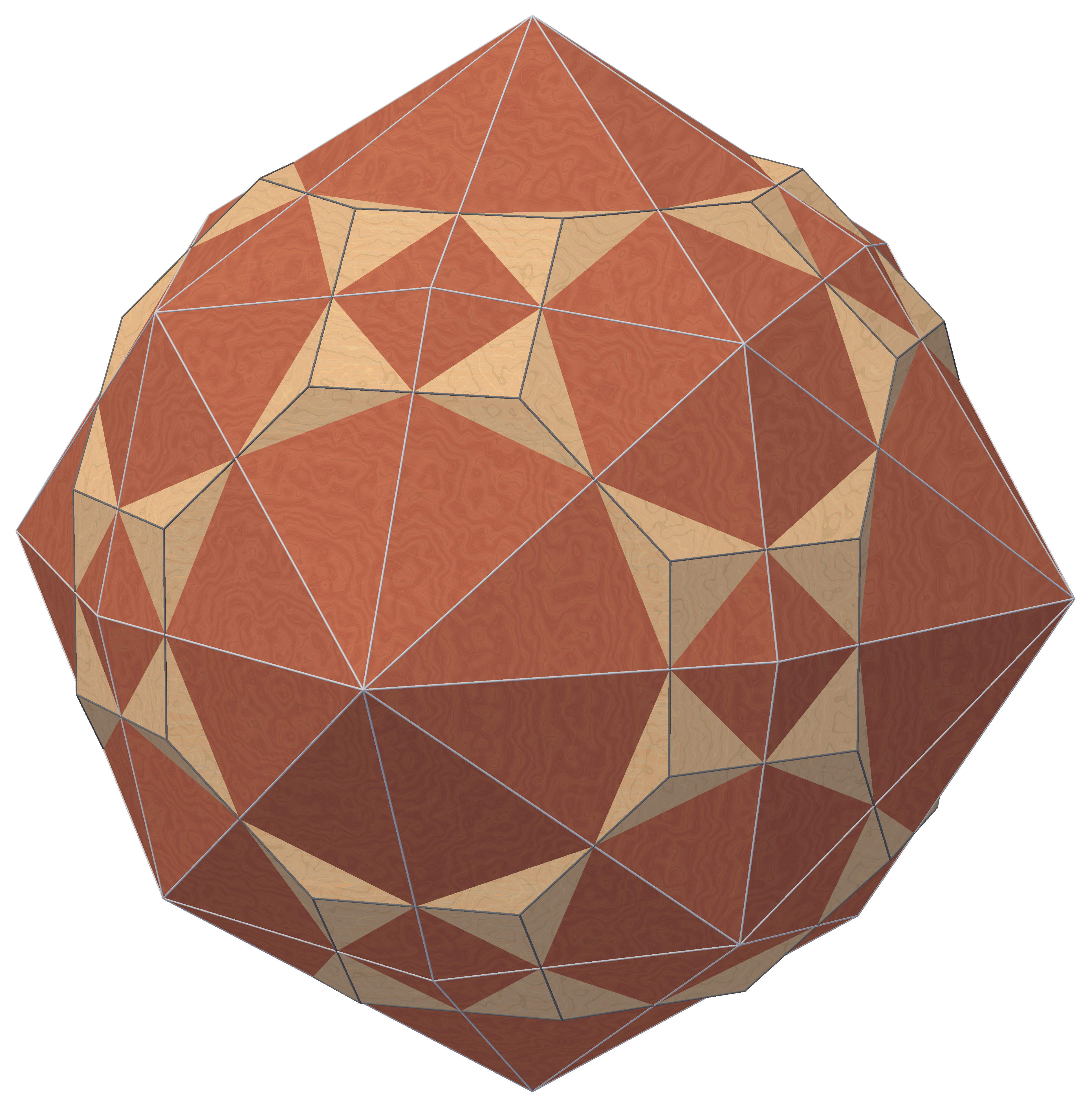
斜方切頂立方八面体と六方八面体による複合多面体